# Slovaška
Slovaška (slovaško Slovensko), uradno imenovana Slovaška republika (slovaško Slovenská republika), je celinska republika v Srednji Evropi, ki meji na severozahodu s Češko, na severu s Poljsko, na vzhodu z Ukrajino, na jugu z Madžarsko in na zahodu z Avstrijo. Meri malo več kot 49.000 km2 in ima 5 in pol milijona prebivalcev.

## Zgodovina
Najstarejši ohranjeni človeški artefakti iz Slovaške so bili najdeni v bližini Novega mesta nad Váhom in so datirani v 270.000 pred sedanjostjo, v zgodnjem paleolitiku. Ta starodavna orodja, izdelana v klaktonski tehniki, pričajo o starodavni poselitvi Slovaške.
Druga kamnita orodja iz srednjega paleolitika (200.000–80.000 pred sedanjostjo) prihajajo iz jame Prévôt (Prepoštská) v Bojnicah in z drugih bližnjih najdišč. Najpomembnejše odkritje iz tega obdobja je neandertalčeva lobanja (približno 200.000 pred sedanjostjo), odkrita v bližini Gánovce, vasi na severu Slovaške.
Arheologi so v regiji našli prazgodovinska človeška okostja, pa tudi številne predmete in ostanke gravetske kulture, predvsem v dolinah rek Nitra, Hron, Ipeľ, Váh in vse do mesta Žilina ter blizu vznožja Vihorlat, Inovec in Tribeč, pa tudi v Myjavskem pogorju. Najbolj znane najdbe so najstarejši ženski kip iz mamutove kosti (22.800 pr. n. št.), znamenita Moravanska Venera. Kip je bil najden v 1940-ih v kraju Moravany nad Váhom blizu Piešťany. Z najdišč Zákovská, Podkovice, Hubina in Radošina prihajajo številne ogrlice iz lupin Cypraca toplonožcev terciarnega obdobja. Te ugotovitve so najstarejši dokaz trgovske izmenjave med Sredozemljem in Srednjo Evropo.

### Bronasta doba
Med bronasto dobo je šlo geografsko ozemlje današnje Slovaške skozi tri stopnje razvoja, ki so se raztezale od leta 2000 do 800 pr. n. št. Velik kulturni, gospodarski in politični razvoj je mogoče pripisati znatni rasti proizvodnje bakra, zlasti v osrednji Slovaški (primer Španja dolina) in severozahodni Slovaški. Baker je postal stabilen vir blaginje za lokalno prebivalstvo.
Po izginotju kultur Čakany in Velatice so Lužičani razširili gradnjo močnih in kompleksnih utrdb z velikimi stalnimi stavbami in upravnimi središči. Izkopanine lužiških gradišč dokumentirajo velik razvoj trgovine in poljedelstva v tem obdobju. Bogastvo in raznolikost grobnic se je močno povečala. Prebivalci območja so izdelovali orožje, ščite, nakit, posodo in kipe.

### Železna doba

#### Halštatsko obdobje
Prihod plemen iz Trakije je motil ljudstvo kulture Kalenderberg, ki je živelo v zaselkih na ravnini (Sereď) in v gradiščih, kot je Molpír, blizu Smolenic, v Malih Karpatih. V hallstatskem obdobju so na zahodnem Slovaškem postavili monumentalne grobne gomile s knežjo opremo, sestavljeno iz bogato okrašenih posod, ornamentov in okraskov. Pogrebni obredi so bili v celoti sestavljeni iz upepeljevanja. Preprosto ljudstvo so pokopavali na ravnih pokopališčih z žarami.
Posebno vlogo sta imela tkalstvo in proizvodnja tekstilij. Lokalna oblast "knezov" iz halštatskega obdobja je na Slovaškem izginila v stoletju pred sredino 1. tisočletja pr. n. št., po sporih med skito-tračanskimi ljudmi in domačini, ki so povzročili opustitev starih gradišč. Relativno izpraznjena območja so kmalu pritegnila zanimanje nastajajočih keltskih plemen, ki so po slovaških rekah napredovala od juga proti severu in se mirno vključila v ostanke lokalnega prebivalstva.

#### Latensko obdobje
Od okoli leta 500 pr. n. št. so ozemlje današnje Slovaške naselili Kelti, ki so zgradili mogočne oppidume na mestih današnjih Bratislave in Devína. Biateci, srebrniki z napisi v latinici, predstavljajo prvo znano uporabo pisave na Slovaškem. V severnih regijah so ostanki lokalnega prebivalstva lužiškega izvora, skupaj s keltskim in kasneje dačanskim vplivom, povzročili edinstveno kulturo Púchov z napredno obrtjo in obdelavo železa, številnimi gradišči in utrjenimi naselji osrednjega tipa z kovanec tipa Velkobysterecky (brez napisov, s konjem na eni in glavo na drugi strani). To kulturo pogosto povezujejo s keltskim plemenom, ki se v rimskih virih omenja kot Gotini.

#### Rimsko obdobje
Od 2. stoletja pr. n. št. je razširjeno Rimsko cesarstvo ustanovilo in vzdrževalo več utrdb ob bregovih in severno od Donave, največji sta bili poimenovani Carnuntum (katerih ostanki so na glavni cesti na pol poti med Dunajem in Bratislavo) in Brigetio. Takšna rimska obmejna naselja so bila zgrajena na sedanjem območju Rusovce, ki je trenutno predmestje Bratislave. Vojaško utrdbo je obdajal civilni vikus in več kmetij tipa villa rustica. 
V bližini najbolj severne točke rimskih osvojitev, ob limesu, je obstajal zimski tabor Laugaritio (na kraju sedanjega Trenčina), kjer se je pomožna II. legija bojevala in zmagala v odločilni bitki proti germanskim plemenom Kvadi leta 179 pr. n. št., med Markomanskimi vojnami. Kraljestvo Vanij, ki so ga ustanovila germanska švabska plemena Kvadi in Markomani pa tudi več drugih manjših germanskih in keltskih plemen, vključno z Osi in Gotini, je obstajalo na zahodu in v osrednji Slovaški od 8. - 6. stoletja pr. n. št. do leta 179 pr. n. št.

### Veliki vpadi od 4. do 7. stoletja
V 2. in 3. stoletju našega štetja so Huni začeli zapuščati srednjeazijske stepe. Leta 377 so prečkali Donavo in zasedli Panonijo, ki so jo 75 let uporabljali kot oporišče za roparske pohode v zahodno Evropo. Vendar pa je Atilova smrt leta 453 povzročila izginotje hunskega imperija. Leta 568 je turško-mongolska plemenska zveza, Avari, vdrla v Srednje Podonavje. Avari so zavzeli nižine Panonske nižine in ustanovili cesarstvo, ki je prevladovalo v Karpatskem bazenu.
Leta 623 se je slovansko prebivalstvo v zahodnih delih Panonije po revoluciji, ki jo je vodil frankovski trgovec Samo, odcepilo od svojega cesarstva. Po letu 626 je moč Avarov začela postopoma upadati, vendar je njihova vladavina trajala do leta 804.

### Slovanske države
Slovanska plemena so se na ozemlju današnje Slovaške naselila v 5. stoletju. Zahodna Slovaška je bila središče Samovega imperija v 7. stoletju. Slovanska država, znana kot Kneževina Nitra, je nastala v 8. stoletju in njen vladar Pribina je leta 828 dal posvetiti prvo znano krščansko cerkev na ozemlju današnje Slovaške. Skupaj s sosednjo Moravsko je kneževina tvorila jedro imperija Velikomoravske od leta 833. Vrhunec tega slovanskega imperija je prišel s prihodom svetih Cirila in Metoda leta 863, med vladavino vojvode Rastislava, in ozemeljsko širitvijo pod kraljem Svetoplkom I.

### Velikomoravska (830–pred 907)
Velika Moravska je nastala okoli leta 830, ko je Mojmír I. združil slovanska plemena, naseljena severno od Donave, in nad njimi razširil moravsko nadoblast. Ko se je Mojmír I. leta 846 skušal odcepiti od nadoblasti kralja Vzhodnofrankovske, ga je kralj Ludvik Nemški odstavil in pomagal Mojmírjevemu nečaku Rastislavu (846–870) pri prevzemu prestola. Novi monarh je vodil neodvisno politiko: po zaustavitvi frankovskega napada leta 855 je skušal oslabiti tudi vpliv frankovskih duhovnikov, ki so pridigali v njegovem kraljestvu. Vojvoda Rastislav je prosil bizantinskega cesarja Mihaela III., naj pošlje učitelje, ki bi tolmačili krščanstvo v slovanskem ljudskem jeziku.
Na Rastislavovo prošnjo sta leta 863 prišla dva brata, bizantinska uradnika in misijonarja, sveta Ciril in Metod. Ciril je razvil prvo slovansko abecedo in prevedel evangelij v starocerkvenoslovanski jezik. Rastislav se je ukvarjal tudi z varnostjo in upravljanjem svoje države. Številni utrjeni gradovi, zgrajeni po vsej državi, so datirani v njegovo vladavino in nekateri med njimi (npr. Dowina, včasih identificiran z gradom Devín) so v povezavi z Rastislavom omenjeni tudi v frankovskih kronikah.
V času Rastislavove vladavine je Nitransko kneževino kot apanažo dobil njegov nečak Svetopolk. Uporniški knez se je povezal s Franki in leta 870 strmoglavil svojega strica. Podobno kot njegov predhodnik je Svetopolk I. (871–894) prevzel naslov kralja (rex). Med njegovo vladavino je Velikomoravska dosegla svoj največji ozemeljski obseg, ko so poleg današnje Moravske in Slovaške pripadale imperiju današnja severna in srednja Madžarska, Spodnja Avstrija, Češka, Šlezija, Lužice, južna Poljska in severna Srbija, toda o natančnih mejah njegovih domen sodobni avtorji še vedno razpravljajo. Svatopluk je zdržal tudi napade madžarskih plemen in Bolgarskega cesarstva, čeprav je včasih prav on najel Madžare, ko se je bojeval proti Vzhodnofrankovski državi.
Leta 880 je papež Janez VIII. na Velikomoravskem ustanovil samostojno cerkveno provinco z nadškofom Metodom na čelu. Za nitranskega škofa je imenoval tudi nemškega duhovnika Wichinga.
Po smrti kneza Svetopolka leta 894 sta ga njegova sinova Mojmír II. (894–906?) in Svetopolk II. nasledila kot knez Velike Moravske oziroma knez Nitre. Vendar sta se začela prepirati za prevlado nad celim imperijem. Oslabljena zaradi notranjega spopada in nenehnih vojn z Vzhodnofrankovsko je Velikomoravska izgubila večino svojih obrobnih ozemelj.
Medtem so polnomadska ogrska plemena, ki so verjetno doživela poraz od podobno nomadskih Pečenegov, zapustila svoja ozemlja vzhodno od Karpatov, vdrla v Panonsko kotlino in okoli leta 896 začela postopoma zasedati ozemlje. Napredovanje njihovih vojsk so morda spodbujale nenehne vojne med državami v regiji, katerih vladarji so jih še vedno občasno najemali za posredovanje v njihovih bojih.
Kaj se je zgodilo z Mojmirjem II. in Svetopolkom II., ni znano, ker ju pisni viri po letu 906 ne omenjajo. V treh bitkah (4.–5. julija in 9. avgusta 907) pri Bratislavi so Ogri porazili bavarsko vojsko. Nekateri zgodovinarji to leto označujejo kot datum razpada Velikomoravske zaradi ogrskega osvajanja; drugi zgodovinarji jemljejo datum nekoliko prej (v 902).
Velika Moravska je za seboj pustila trajno dediščino v srednji in vzhodni Evropi. Glagolica in njena naslednica cirilica sta se razširili v druge slovanske države in začrtali novo pot v njihovem družbeno-kulturnem razvoju.

### Kraljevina Ogrska in Avstro-Ogrska (1000–1918)
Po razpadu Velikomoravske v začetku 10. stoletja so si Ogri postopoma priključili ozemlje današnje Slovaške. Proti koncu 10. stoletja je sedanja Slovaška postala del nastajajočega ogrskega principata, ki se je po letu 1000 razvil v kraljevino Ogrsko.
V letih 1001–02 in 1018–29 je bila Slovaška del Poljskega kraljestva, ki jo je osvojil Boleslav I. Hrabri. Potem ko je bilo ozemlje Slovaške vrnjeno Ogrski, je še naprej obstajala polavtonomna država (ali jo je leta 1048 ustanovil kralj Andrej I.), imenovana vojvodina Nitra. Obsega približno ozemlje kneževine Nitra in kneževine Bihar, tvorijo tako imenovano tercia pars regni, tretjino kraljestva.
Ta vlada je obstajala do leta 1108/1110, potem pa ni bila obnovljena. Po tem je bilo do leta 1918, ko je Avstro-Ogrska razpadla, ozemlje Slovaške sestavni del Ogrske države. Etnična sestava se je spremenila s prihodom Karpatskih Nemcev v 13. stoletju, Vlahov v 14. stoletju in Judov. Število prebivalcev se je močno zmanjšalo zaradi invazije Tatarov leta 1241 in lakote ter epidemij kuge po njej. V srednjem veku današnjo Slovaško označujeta rast mest, gradnja številnih kamnitih gradov in razvoj umetnosti. Leta 1465 je madžarski kralj Matija Korvin ustanovil prvo univerzo v Bratislavi, ki pa je prenehala delovati po njegovi smr]i leta 1490.
Leta 1465 je kralj Matija Korvin v Pressburgu (Bratislava) ustanovil tretjo univerzo v Ogrskem kraljestvu, vendar so jo leta 1490 po njegovi smrti zaprli. Husiti so se na tem območju naselili po husitskih vojnah.
Zaradi širitve Osmanskega cesarstva na ogrsko ozemlje je bila Bratislava leta 1536 imenovana za novo glavno mesto Ogrske, preden je leta 1541 padla stara prestolnica Budim. Postala je del avstrijske habsburške monarhije, kar je pomenilo začetek nove era. Ozemlje, ki je sestavljalo sodobno Slovaško, takrat znano kot Zgornja Ogrska, je postalo kraj naselitve skoraj dveh tretjin ogrskega plemstva, ki je bežalo pred Turki, in postalo veliko bolj jezikovno in kulturno ogrsko, kot je bilo prej. Deloma po zaslugi starih husitskih družin in Slovakov, ki so študirali pri Martinu Luthru, je regija nato doživela rast protestantizma. Za kratek čas v 17. stoletju je bila večina Slovakov luteranov. Uprli so se katoliškim Habsburžanom in poiskali zaščito pri sosednji Transilvaniji, konkurenčnem nadaljevanju ogrske države, ki je izvajala versko strpnost in je imela običajno osmansko podporo. Zgornja Ogrska, sodobna Slovaška, je postala prizorišče pogostih vojn med katoličani na zahodnem ozemlju in protestanti na vzhodu, pa tudi proti Turkom; meja je bila v stalnem stanju vojaške pripravljenosti in močno utrjena z gradovi in citadelami, ki so jih pogosto oboroževale katoliške nemške in slovaške čete na habsburški strani. Do leta 1648 Slovaški ni prizanesla protireformacija, ki je večino njenega prebivalstva pripeljala iz luteranstva nazaj v rimskokatoliško vero. Leta 1655 je tiskarna na univerzi v Trnavi izdelala Cantus Catholici jezuita Benedikta Szöllősija, katoliško pesmarico v slovaščini, ki je ponovno potrdila povezave s prejšnjimi deli Cirila in Metoda.
Osmanske vojne, rivalstvo med Avstrijo in Transilvanijo ter pogosti upori proti habsburški monarhiji so povzročili veliko opustošenje predvsem na podeželju. V avstrijsko-turški vojni (1663–64) je turška vojska pod vodstvom velikega vezirja zdesetkala Slovaško. Kljub temu so se Thökölyjevi kruški uporniki iz kneževine Gornje Ogrske borili skupaj s Turki proti Avstrijcem in Poljakom v bitki pri Dunaju leta 1683 pod vodstvom Jana III. Sobieskega. Ko so se Turki v poznem 17. stoletju umaknili iz Ogrske, se je pomen ozemlja, ki sestavlja sodobno Slovaško, zmanjšal, čeprav je Pressburg obdržal svoj status glavnega mesta Ogrske do leta 1848, ko je bil prenesen nazaj v Budim.
Med revolucijo v letih 1848-49 so Slovaki podprli avstrijskega cesarja z željo, da bi bili neodvisni od ogrskega dela monarhije, toda to jim ni uspelo. Ker so se odnosi med obema narodoma poslabševali , je bila posledica ločitev Slovaške od Ogrske po prvi svetovni vojni. 

### Češkoslovaška in druga svetovna vojna
Leta 1918 je Slovaška skupaj z Češko in Moravsko oblikovala skupno državo Češkoslovaško, z mejami, kot sta jih določali Saintgermainska in Trianonska mirovna pogodba. Leta 1919 je med kaosom po razpadu Avstro-Ogrske Slovaško napadla provizorična Madžarska sovjetska republika in ena tretjina Slovaške je začasno postala Slovaška sovjetska republika. V medvojnem obdobju je bila demokratična Češkoslovaška pod močnim pritiskom Nemčije in Madžarske, dokler ni leta 1939 prenehala obstajati, zaradi sklenitve Münchenskega sporazuma, podpisanega leto prej. Južni del Slovaške je po podpisu Dunajske deklaracije pripadel Madžarski. Pod pritiskom nacistične Nemčije je prva Slovaška republika, ki jo je vodil klerofašistični Jozef Tiso, leta 1939 razglasila svojo neodvisnost od Češkoslovaške. Nova vlada je bila močno povezana z Nemčijo in je polagoma postala njena marioneta. Večina tukajšnjih Judov je bila med holokavstom deportirana v nemška koncentracijska taborišča. Protifašistično partizansko gibanje je leta 1944 vodilo več oboroženih spopadov, znanih kot Slovaška narodna vstaja, sledili pa sta ji krvava nemška okupacija in gverilski boji.

### Komunistično obdobje
Po drugi svetovni vojni je bila ponovno vzpostavljena Češkoslovaška in leta 1947 je bil Josef Tiso obešen zaradi svojega sodelovanja z nacisti. Več kot 76.000 Madžarov in 32.000 Nemcev je moralo zapustiti Slovaško v procesu množičnih selitev prebivalstva, ki so ga začeli zavezniki na Potsdamski konferenci. Ti dogodki so še danes vzrok napetosti med Slovaško in Madžarsko. Češkoslovaška je dokončno prišla pod sovjetski vpliv po komunističnem državnem udaru leta 1948. Slovaška je ohranila minimalno institucinalno avtonomijo v okviru te države z obstojem Slovaškega narodnega sveta in Slovaške komunistične stranke. ČSSR so leta 1968 okupirale vojske držav Varšavskega pakta, s čemer se je zaključilo obdobje liberalizacije (Praška pomlad), ki se je začelo tega leta pod vodstvom Slovaka Aleksandra Dubčka (po slovaški je za kratek čas prevzel vodstvo Komunistične stranke Češkoslovaške). Leta 1969 je Češkoslovaška socialistična republika postala federacija formalno enakopravnih novoustanovljenih Češke in Slovaške socialistične republike, kar je bila edina pridobitev tega obdobja, ki se je ohranila.

### Ustanovitev Slovaške
Koncu komunistične vladavine na Češkoslovaškem leta 1989, med miroljubno Žametno revolucijo, je sledilo preoblikovanje ČSSR v ČSFR, resnično federacijo Češke in Slovaške republike ter postopna ponovna delitev države, tokrat na dve državi naslednici. Julija 1992 se je Slovaška, pod vodstvom predsednika vlade Vladimirja Mečiarja, razglasila za neodvisno državo, kar je pomenilo, da so njeni zakoni nadomestili do tedaj veljavne zvezne. Poleti 1992 sta se Mečiar in češki predsednik vlade Vaclav Klaus pogajala in dogovorila o podrobnostih glede delitve federacije na dve neodvisni državi. Novembra je zvezni parlament izglasoval, da se bosta uradno državi ločili 31. decembra 1992 in 1. januarja 1993 sta republika Slovaška in republika Češka dokončno mirno odšli vsaka svojo pot. Slovaška je ostala tesni zaveznik Češke, obe državi sodelujeta z Madžarsko in Poljsko ter znotraj Višegrajske skupine. Slovaška je postala članica zveze NATO 29. marca 2004 in Evropske unije 1. maja 2004.

## Prebivalstvo
Večinski delež prebivalstva, okoli 86 %, predstavljajo Slovaki (slovaško Slováci). Najštevilčnejša manjšina so Madžari z 8,5 % deležem. Sporni so podatki o Romih. Na zadnjem popisu so jih našteli za 1,7 %, vendar strokovnjaki domnevajo, da jih je okoli 5,6 %, le da so se zaradi diskriminacije izrekli bodisi za Slovake bodisi za Madžare. Če to drži, je treba delež Slovakov in Madžarov zmanjšati za skupno 4 odstotne točke. Manj številne narodne manjšine predstavljajo Čehi, Rusini, Ukrajinci, Nemci in Poljaki. Uradni jezik je slovaščina, na nekaterih področjih, zlasti na jugu in vzhodu države, ima madžarščina status drugega uradnega jezika.

## Geografija
Slovaška je celinska država brez izhoda na morje. Leži med 47° in 50° severne zemljepisne širine ter 16° in 23° vzhodne zemljepisne dolžine. Relief je večinoma gorat in hribovit, saj skozi državo potekajo Karpati. V Visokih Tatrah na severu države je gora Gerlachovský štít, ki je z 2655 m najvišja točka. Največje nižavje je rodovitno Podonavsko nižavje na jugozahodu, ki mu sledi Vzhodno Slovaško nižavje na jugovzhodu. Najnižja točka (94 m) je na skrajnem vzhodu, kjer reka Bodrog teče na Madžarsko. Najdaljša slovaška reka je Váh, ki izvira v Visokih Tatrah, teče skozi severno in zahodno Slovaško ter se po 403 km pri Komárnu izliva v Donavo. Pomembna reka je tudi Hron. Območje okoli Rožňave (zahodno od Košic) je zakraselo z značilnimi kraškimi pojavi (t. i. Slovaški kras). Gozdovi pokrivajo 41 % površine Slovaške.

### Tatre
Tatre so z 29 vrhovi, višjimi od 2500 metrov nadmorske višine, najvišja gorska veriga v Karpatih. Tatre zavzemajo površino 750 kvadratnih kilometrov, od tega večji del 600 kvadratnih kilometrov leži na Slovaškem. Razdeljeni so na več delov.
Na severu, blizu poljske meje, so Visoke Tatre, ki so priljubljena pohodniška in smučarska destinacija ter dom številnih slikovitih jezer in dolin ter najvišje točke na Slovaškem, Gerlachovský štít na 2655 metrih in zelo simbolična gora Kriváň. Na zahodu so Zahodne Tatre z najvišjim vrhom Bystrá na 2248 metrih, na vzhodu pa Belianske Tatre, najmanjše po površini.
Z dolino reke Váh so Nizke Tatre ločene od samih Tater z najvišjim vrhom Ďumbier na 2043 metrov.
Gorovje Tatre je predstavljeno kot eden od treh hribov na grbu Slovaške.

### Narodni parki
Na Slovaškem je 9 narodnih parkov, ki pokrivajo 6,5 % površine Slovaške.
| Ime                           | Ustanovitev | Površina (km2) |
| ----------------------------- | ----------- | -------------- |
| Narodni park Tatre            | 1949        | 738            |
| Narodni park Nizke Tatre      | 1978        | 728            |
| Narodni park Veľká Fatra      | 2002        | 404            |
| Narodni park Slovaški kras    | 2002        | 346            |
| Narodni park Poloniny         | 1997        | 298            |
| Narodni park Malá Fatra       | 1988        | 226            |
| Narodni park Muránska planina | 1998        | 203            |
| Narodni park Slovenský raj    | 1988        | 197            |
| Narodni park Pieniny          | 1967        | 38             |

### Jame
Slovaška ima na stotine jam in kavern pod svojimi gorami, od katerih jih je 30 odprtih za javnost. Večina jam ima stalagmite, ki se dvigajo iz tal, in stalaktite, ki visijo od zgoraj. Trenutno je pet slovaških jam pod Unescovim statusom svetovne dediščine. To so ledena jama Dobšiná, jama Domica], jama Gombasek, jama Jasovská in aragonitna jama Ochtinská. Druge jame, odprte za javnost so Belianska jama, Demänovská jama svobode, Demänovská ledena jama ali Bystrianska jama.

### Reke
Večina rek izvira v slovaških gorah. Nekatere tečejo le po Slovaški, druge pa tvorijo naravno mejo z okoliškimi državami (več kot 620 kilometrov). Na primer Dunajec (17 kilometrov) na severu, Donava (172 kilometrov) na jugu ali Morava (119 kilometrov) na zahodu. Skupna dolžina rek na slovaškem ozemlju je 49.774 kilometrov.
Najdaljša reka na Slovaškem je Váh (403 kilometre), najkrajša pa Čierna voda. Druge pomembne in velike reke so Myjava, Nitra (reka) (197 kilometrov), Orava, Hron (298 kilometrov), Hornád (193 kilometrov), Slaná (110 kilometrov), Ipeľ (232 kilometrov, ki tvori mejo z Madžarsko), Bodrog, Bebrava, Laborec, Latorica in Ondava.
Največji pretok imajo slovaške reke spomladi, ko se v gorah topi sneg. Izjema je le Donava, katere pretok je največji poleti, ko se sneg tali v Alpah. Donava je največja reka, ki teče skozi Slovaško.

### Biodiverziteta
Slovaška je 19. maja 1993 podpisala Konvencijo o biološki raznovrstnosti iz Ria, 25. avgusta 1994 pa je postala pogodbenica konvencije. Nato je izdelala nacionalno strategijo in akcijski načrt za biotsko raznovrstnost, ki ju je konvencija prejela 2. novembra 1998.
Biotsko raznovrstnost Slovaške sestavljajo živali (kot so kolobarniki, členonožci, mehkužci, gliste in vretenčarji), glive (Ascomycota, Basidiomycota, Chytridiomycota, Glomeromycota in Zygomycota), mikroorganizmi in rastline. Geografski položaj Slovaške določa bogastvo raznolikosti živalstva in rastlinstva. Na njenem ozemlju je opisanih več kot 11.000 rastlinskih vrst, skoraj 29.000 živalskih vrst in več kot 1000 vrst praživali. Pogosta je tudi endemična biotska raznovrstnost.
Slovaška leži v biomu listopadni in mešani gozdovi zmernega pasu ter kopenskih ekoregij panonskih mešanih gozdov in karpatskih gorskih iglastih gozdov. S spreminjanjem nadmorske višine oblikujejo vegetacijske združbe in živalske združbe višinske nivoje (hrast, bukev, smreka, bor, travniki in podtalje). Gozdovi pokrivajo 44 % ozemlja Slovaške. Država je imela leta 2019 povprečno oceno indeksa celovitosti gozdne krajine 4,34/10, kar jo je uvrstilo na 129. mesto med 172 državami. V gozdnih sestojih je 60 % listnatega drevja in 40 % iglavcev. Pojavljanje živalskih vrst je močno povezano z ustreznimi vrstami rastlinskih združb in biotopov.
Na Slovaškem je bilo zabeleženih več kot 4000 vrst gliv. Od tega je skoraj 1500 vrst, ki tvorijo lišaje. Nekatere od teh gliv so nedvomno endemične, vendar ni dovolj znanega, da bi rekli, koliko. Od vrst, ki tvorijo lišaje, jih je približno 40 % na nek način razvrščenih kot ogrožene. Približno 7 % jih je očitno izumrlih, 9 % ogroženih, 17 % ranljivih in 7 % redkih. Status ohranjenosti gliv, ki ne tvorijo lišajev, na Slovaškem ni dobro dokumentiran, vendar obstaja rdeči seznam za večje glive.

### Demografija
| Leto          | 1994      | 2004      | 2014      | 2024      |
| ------------- | --------- | --------- | --------- | --------- |
| Število ljudi | 5.356.207 | 5.384.822 | 5.421.349 | 5.419.451 |
| Razlika       |           | +0,53 %   | +0,67 %   | −0,03 %   |

| Leto          | 2023      | 2024      |
| ------------- | --------- | --------- |
| Število ljudi | 5.424.687 | 5.419.451 |
| Razlika       |           | −0,09 %   |

### Upravna delitev
Slovaška je upravno razdeljena na osem okrajev (slovaško »kraj«), imenovanih po njihovih upravnih središčih.
Okraji se nadalje delijo na skupno 79 okrožij (ed. okres, mn. okresy).
| Ime                   | Ime v slovaščini     | Sedež           | Prebivalstvo (2019) | Zemljevid |
| --------------------- | -------------------- | --------------- | ------------------- | --------- |
| Bratislavski okraj    | Bratislavský kraj    | Bratislava      | 669 592             |           |
| Trnavski okraj        | Trnavský kraj        | Trnava          | 564 917             |           |
| Nitranski okraj       | Nitriansky kraj      | Nitra           | 674 306             |           |
| Trenčinski okraj      | Trenčiansky kraj     | Trenčín         | 584 569             |           |
| Žilinski okraj        | Žilinský kraj        | Žilina          | 691 509             |           |
| Banskobistriški okraj | Banskobystrický kraj | Banská Bystrica | 645 276             |           |
| Prešovski okraj       | Prešovský kraj       | Prešov          | 826 244             |           |
| Košiški okraj         | Košický kraj         | Košice          | 801 460             |           |

| Največja mesta države Slovaška Štatistický úrad Slovenskej republiky – 31 December 2020 | Največja mesta države Slovaška Štatistický úrad Slovenskej republiky – 31 December 2020 | Največja mesta države Slovaška Štatistický úrad Slovenskej republiky – 31 December 2020 | Največja mesta države Slovaška Štatistický úrad Slovenskej republiky – 31 December 2020 | Največja mesta države Slovaška Štatistický úrad Slovenskej republiky – 31 December 2020 | Največja mesta države Slovaška Štatistický úrad Slovenskej republiky – 31 December 2020 | Največja mesta države Slovaška Štatistický úrad Slovenskej republiky – 31 December 2020 | Največja mesta države Slovaška Štatistický úrad Slovenskej republiky – 31 December 2020 | Največja mesta države Slovaška Štatistický úrad Slovenskej republiky – 31 December 2020 | Največja mesta države Slovaška Štatistický úrad Slovenskej republiky – 31 December 2020 |
|                                                                                         | Rang                                                                                    |                                                                                         | Okraj                                                                                   | Preb.                                                                                   | Rang                                                                                    |                                                                                         | Okraj                                                                                   | Preb.                                                                                   |                                                                                         |
| --------------------------------------------------------------------------------------- | --------------------------------------------------------------------------------------- | --------------------------------------------------------------------------------------- | --------------------------------------------------------------------------------------- | --------------------------------------------------------------------------------------- | --------------------------------------------------------------------------------------- | --------------------------------------------------------------------------------------- | --------------------------------------------------------------------------------------- | --------------------------------------------------------------------------------------- | --------------------------------------------------------------------------------------- |
| Bratislava Košice                                                                       | 1                                                                                       | Bratislava                                                                              | Bratislava                                                                              | 475.503                                                                                 | 11                                                                                      | Prievidza                                                                               | Trenčín                                                                                 | 45.017                                                                                  | Prešov Žilina                                                                           |
| Bratislava Košice                                                                       | 2                                                                                       | Košice                                                                                  | Košice                                                                                  | 229.040                                                                                 | 12                                                                                      | Zvolen                                                                                  | Banska Bistrica                                                                         | 40.637                                                                                  | Prešov Žilina                                                                           |
| Bratislava Košice                                                                       | 3                                                                                       | Prešov                                                                                  | Prešov                                                                                  | 84.824                                                                                  | 13                                                                                      | Považská Bystrica                                                                       | Trenčín                                                                                 | 38.641                                                                                  | Prešov Žilina                                                                           |
| Bratislava Košice                                                                       | 4                                                                                       | Žilina                                                                                  | Žilina                                                                                  | 82.656                                                                                  | 14                                                                                      | Nové Zámky                                                                              | Nitra                                                                                   | 37.791                                                                                  | Prešov Žilina                                                                           |
| Bratislava Košice                                                                       | 5                                                                                       | Nitra                                                                                   | Nitra                                                                                   | 78.489                                                                                  | 15                                                                                      | Mihalovce                                                                               | Košice                                                                                  | 36.704                                                                                  | Prešov Žilina                                                                           |
| Bratislava Košice                                                                       | 6                                                                                       | Banská Bystrica                                                                         | Banská Bystrica                                                                         | 76 018                                                                                  | 16                                                                                      | Spišská Nová Ves                                                                        | Košice                                                                                  | 35.431                                                                                  | Prešov Žilina                                                                           |
| Bratislava Košice                                                                       | 7                                                                                       | Trnava                                                                                  | Trnava                                                                                  | 63.803                                                                                  | 17                                                                                      | Komárno                                                                                 | Nitra                                                                                   | 32.967                                                                                  | Prešov Žilina                                                                           |
| Bratislava Košice                                                                       | 8                                                                                       | Trenčín                                                                                 | Trenčín                                                                                 | 54.740                                                                                  | 18                                                                                      | Levice                                                                                  | Nitra                                                                                   | 31.974                                                                                  | Prešov Žilina                                                                           |
| Bratislava Košice                                                                       | 9                                                                                       | Martin                                                                                  | Žilina                                                                                  | 52.520                                                                                  | 19                                                                                      | Humenné                                                                                 | Prešov                                                                                  | 31.359                                                                                  | Prešov Žilina                                                                           |
| Bratislava Košice                                                                       | 10                                                                                      | Poprad                                                                                  | Prešov                                                                                  | 49.855                                                                                  | 20                                                                                      | Bardejov                                                                                | Prešov                                                                                  | 30.840                                                                                  | Prešov Žilina                                                                           |

## Verska sestava
Okoli 60 % vseh prebivalcev pripada Rimskokatoliški cerkvi. 9,7 % jih je ateistov, 8,4 % prebivalcev so protestanti, približno 4 % jih pripada grškokatoliški cerkvi, 0,9 % (vzhodno-)pravoslavni cerkvi. Od predvojnih 120.000 Judov jih je do danes ostalo le okoli 2300.

## Gospodarstvo
Slovaška ima visoko dohodkovno razvito gospodarstvo. Leta 2023 se je s samo 5 milijoni prebivalcev uvrstila med 48. najbogatejšo državo z bruto domačim proizvodom na prebivalca na podlagi paritete kupne moči 41.515 $ in 62. največje gospodarstvo na svetu z BDP 127.533 $ milijarde. Njen BDP na prebivalca v višini 69 % povprečja Evropske unije leta 2021. Država ima težave pri odpravljanju regionalnih neravnovesij v bogastvu in zaposlovanju. BDP na prebivalca se giblje od 188 % povprečja EU v Bratislavi do 54 % v vzhodni Slovaški. Čeprav je regionalna dohodkovna neenakost velika, je 90 % državljanov lastnikov svojih domov.

### Turizem
Slovaško odlikujejo naravne krajine, gore, jame, srednjeveški gradovi in mesta, ljudska arhitektura, zdravilišča in smučišča. Leta 2017 je Slovaško obiskalo več kot 5,4 milijona turistov. Najbolj privlačni destinaciji sta glavno mesto Bratislava in Visoke Tatre. Največ obiskovalcev prihaja iz Češke (približno 26 %), Poljske (15 %) in Nemčije (11 %).
Na Slovaškem je veliko gradov, ki so večinoma v ruševinah. Najbolj znani gradovi vključujejo grad Bojnice (pogosto uporabljen kot prizorišče snemanja), Spiški grad (na Unescovem seznamu), Oravski grad, Bratislavski grad in ruševine gradu Devín. Grad Čachtice je bil nekoč dom najplodnejše ženske serijske morilke na svetu, 'Krvave dame', Elizabeth Báthory.
Velika zgodovinska središča so v Bratislavi, Trenčinu, Košicah, Banski Štiavnici, Levoči in Trnavi. Zgodovinska središča se v zadnjih letih obnavljajo.
Zgodovinske cerkve je mogoče najti v skoraj vseh vaseh in mestih na Slovaškem. Večina jih je zgrajenih v baročnem slogu, veliko pa je tudi primerov romanske in gotske arhitekture, na primer Banska Bistrica, Bardejov in Spiška Kapitula. Bazilika svetega Jakoba v Levoči z najvišjim lesenorezljanim oltarjem na svetu in cerkev Svetega Duha v Žehri s srednjeveškimi freskami sta Unescov seznam svetovne dediščine. Stolnica sv. Martina, Bratislava je služila kot cerkev za kronanja Ogrske. Najstarejši sakralni objekti na Slovaškem izvirajo iz obdobja VelikomMoravske v 9. stoletju.
Turizem je eden glavnih sektorjev slovaškega gospodarstva, čeprav še vedno premalo pokrit.

## Državni prazniki
- 1. januar - dan vzpostavitve Slovaške republike
- 6. januar - dan svetih treh kraljev
- veliki petek in velikonočni ponedeljek (po gregorijanskem koledarju)
- 1. maj - praznik dela
- 8. maj - dan zmage nad fašizmom
- 5. julij - dan sv. Cirila in Metoda
- 29. avgust - obletnica slovaške narodne vstaje
- 1. september - dan ustave
- 15. september - dan naše trpeče gospe
- 1. november - dan vseh svetih
- 17. november - dan boja za svobodo in demokracijo
- 24. december - božični večer
- 25. december - božič
- 26. december - dan sv. Štefana

Poleg tega obhajajo tudi naslednje spominske dneve, ki niso dela prosti:
- 25. marec - dan boja za človekove pravice
- 13. april - dan krivično preganjanih oseb
- 4. maj - dan sestrelitve Milana Rastislava Štefánika
- 7. junij - obletnica memoranduma slovaškega naroda
- 5. julij - dan slovaških izseljencev
- 17. julij - dan neodvisnosti
- 4. avgust - dan Slovaške matice
- 9. september - dan žrtev holokavsta in rasnega nasilja
- 19. september - dan prvega zasedanja slovaškega Narodnega sveta
- 6. oktober - dan žrtev prelaza Dukla
- 27. oktober - dan žrtev černohovske tragedije
- 28. oktober - dan ustanovitve Češkoslovaške
- 29. oktober - rojstni dan Ľudovíta Štúra
- 30. oktober - obletnica deklaracije slovaškega naroda
- 31. oktober - dan reformacije
- 30. december - dan deklaracije o Slovaški kot neodvisni cerkveni provinci